# 内斯托尔·基什内尔
内斯托尔·卡洛斯·基什内尔（西班牙語：Néstor Carlos Kirchner，西班牙語發音：[ˈnestoɾ ˈkaɾlos ˈkiɾʃneɾ] ⓘ；1950年2月25日—2010年10月27日），阿根廷政治家，前阿根廷总统，首任南美洲國家聯盟秘書長。他和妻子克里斯蒂娜·费尔南德斯·德基什内尔的政治实践被称为“基什内尔主义”。

## 生平
基什内尔生于阿根廷圣克鲁斯省里奥加耶戈斯，他父亲是一个邮局的官员，是瑞士裔。母亲玛丽亚·奥斯托伊奇（Marija Ostoić）出生在智利南部，是克罗地亚移民。他中小学在当地公立学校受教育，他的高中文凭是危地马拉国立大学。1976年毕业于国立拉普拉塔大学，获法律学位。他和妻子克里斯蒂娜·费尔南德斯后来回到里奥加耶戈斯市做律师。在軍人獨裁者魏地拉执政期间，他曾被关押。
1983年军政府下台后，恢复了民主政治。基什内尔成为省政府公职人员。1983－1984年任圣克鲁斯省社会福利银行行长，1987年至1991年，他任圣克鲁斯省省会里奥加耶戈斯市市长。1991年当选圣克鲁斯省省长，1995年和1999年两次连任。

### 担任总统
2003年5月14日，在阿根廷大选，正義党無法推举统一的候選人。他代表左派勝利阵線參選，成功進入第二轮选举。在第二轮选举中，因前总统梅内姆支持度太低退出竞选，而自动当选总统。
基什內爾是阿根廷正義党第五位總統，但他執政后把正義党转向左翼庇隆主義路線（儘管正義黨有不少右翼黨員，這些党內右翼其后与反对党激進公民联盟等结盟），採取政府有限干預市場经濟方式，经过多年后，成功穩定阿根廷经濟。

### 卸任总统
2010年5月4日，基什內爾獲選為南美洲國家聯盟秘書長。

### 暴卒去世
2010年10月27日，基什內爾在阿根廷聖克魯斯省埃尔卡拉法特的何塞·福爾門蒂醫院（hospital José Formenti）過世，死因為心臟病。

## 家庭
基什内尔的夫人克里斯蒂娜·费尔南德斯也是正义党人，拉普拉塔大学法律系毕业，曾任阿根廷参议员。2007年總統大選取得勝利，成为第52任阿根廷总统，也是阿根廷史上第2位女总统。接替他的職務，他以「第一先生」身份繼續掌權。